# Leader, Saskatchewan
Leader är en ort i Kanada.   Den ligger i provinsen Saskatchewan, i den södra delen av landet, 2 600 km väster om huvudstaden Ottawa. Leader ligger 660 meter över havet och antalet invånare är 881. Leader Airport ligger nära orten.
Terrängen runt Leader är platt, och sluttar norrut. Trakten runt Leader är nära nog obefolkad, med mindre än två invånare per kvadratkilometer..
Trakten runt Leader består i huvudsak av gräsmarker.